# تپه آبولاخ تپه
تپه آبولاخ تپه در شهرستان رزن، بخش مرکزی، دهستان خرقان، روستای بادکوه واقع شده و این اثر در تاریخ ۲۷ بهمن ۱۳۸۷ با شمارهٔ ثبت ۲۴۶۳۱ به‌عنوان یکی از آثار ملی ایران به ثبت رسیده است.